# Адамс (округ Адамс, Вісконсин)
Адамс (англ. Adams) — місто (англ. town) в США, в окрузі Адамс штату Вісконсин. Населення — 1378 осіб (2020).

## Демографія
Згідно з переписом 2010 року, у місті мешкало 1345 осіб у 580 домогосподарствах у складі 390 родин. Було 893 помешкання
Расовий склад населення:
| - 96,2 % — білих - 1,2 % — корінних американців - 0,5 % — чорних або афроамериканців - 0,1 % — азіатів |

До двох чи більше рас належало 1,4 %. Частка іспаномовних становила 3,3 % від усіх жителів.
За віковим діапазоном населення розподілялося таким чином: 19,2 % — особи молодші 18 років, 57,5 % — особи у віці 18—64 років, 23,3 % — особи у віці 65 років та старші. Медіана віку мешканця становила 48,9 року. На 100 осіб жіночої статі у місті припадало 102,6 чоловіків;  на 100 жінок у віці від 18 років та старших — 104,7 чоловіків також старших 18 років.
Середній дохід на одне домашнє господарство  становив 49 186 доларів США (медіана — 39 545), а середній дохід на одну сім'ю — 61 036 доларів (медіана — 50 375). Медіана доходів становила 42 361 долар для чоловіків та 31 389 доларів для жінок. За межею бідності перебувало 7,9 % осіб, у тому числі 10,3 % дітей у віці до 18 років та 5,9 % осіб у віці 65 років та старших.
Цивільне працевлаштоване населення становило 505 осіб. Основні галузі зайнятості: освіта, охорона здоров'я та соціальна допомога — 20,8 %, виробництво — 15,4 %, мистецтво, розваги та відпочинок — 10,3 %, роздрібна торгівля — 10,1 %.